# 이나바우어

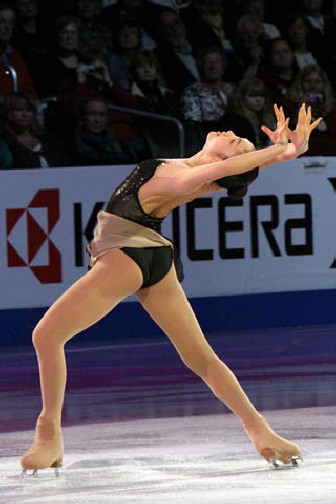
2009년 세계 피겨스케이팅 선수권 대회에서 이나바우어를 하는 김연아

이나바우어(Ina Bauer)는 스케이트 선수가 2개의 병렬 블레이드에서 스케이트를 타는 피겨 스케이팅 구성요소이다. 한쪽 발은 전방 가장자리에 있고 다른쪽 다리는 후방으로 서로 다른 가장자리에서 평행을 이룬다. 앞쪽 다리는 약간 구부러지고 뒤쪽 다리는 직선이다. 이 동작을 실시하는 동안 필요하지 않지만, 많은 스케이트 선수는 뒤로 구부린다. 가장 유연한 스케이트 선수는 거의 뒤로 구부릴 수 있다. 이 동작은 이 기술을 발명한 독일의 피겨 스케이팅 선수 이나 바우어의 이름을 따서 명명되었다.

## 기술

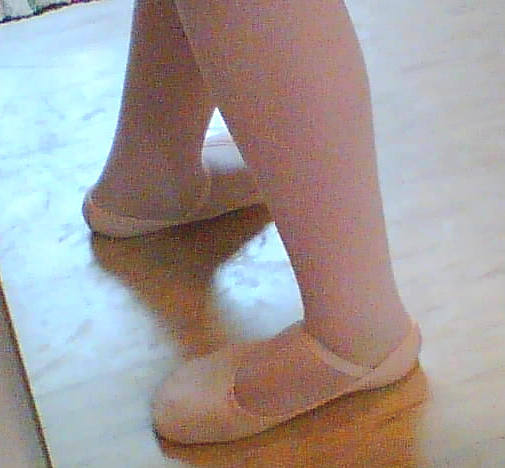

이나바우어는 내부 가장자리 또는 외부 가장자리에서 실시할 수 있다. 바깥쪽 가장자리 이나바우어는 안쪽 가장자리보다 더 어려운 것으로 간주된다. 가장 유연한 스케이트 선수는 자신의 머리가 거의 거꾸로 될 때까지 자신의 허리를 구부릴 수 있다.

## 참조
1. ↑  Wessling, Susan (2007년 12월). “아라카와 시즈카:Living the Dream”. 《국제 피겨 스케이팅》 (보스턴: Madavor Media) 13 (6): 50-51. ISSN 1070-9568.